# Piran
Piran er en gammel by i Slovenien og ligger på spidsen af den nordlige del af Istrien. Byen er ét stort museum med en rig kultur, og er Sloveniens turistcentrum.